# Katalánská republika (2017)
Katalánská republika (katalánsky República Catalana) či jen Katalánsko je jednostranně deklarovaný stát v Katalánii na Pyrenejském poloostrově. Katalánský parlament vyhlásil nezávislost na Španělsku v souvislosti s katalánskou krizí, která nastala po katalánském referendu o nezávislosti v roce 2017.

## Zahraniční vztahy

### Mezinárodní uznání
Katalánská republika nemá žádné uznání od suverénního státu. Andorra, Argentina, Austrálie, Ázerbájdžán, Bolívie, Bulharsko, Kanada, Chile, Kolumbie, Kostarika, Chorvatsko, Kypr, Česko, Ekvádor, Estonsko, Finsko, Francie, Gruzie, Německo, Řecko, Guatemala, Honduras, Indonésie, Irsko, Itálie, Kazachstán, Lotyšsko, Litva, Mali, Malta, Mexiko, Moldavsko, Maroko, Nizozemsko, Norsko, Panama, Paraguay, Peru, Polsko, Portugalsko, Rumunsko, Rusko, Senegal, Srbsko, Švédsko, Jižní Korea, Srí Lanka, Švýcarsko, Turecko, Ukrajina, Spojené království a USA vydaly prohlášení, kde neuznávají Katalánskou republiku jako samostatný subjekt a nadále podporují územní celistvost a ústavní pořádek Španělska.
Současně některé subjekty vyjádřily zájem o uznání. Poslanec z finské vládnoucí strany Finský střed plánuje uspořádat hlasování a debatu o návrhu v Parlamentu. Poslanec v Argentině také vyjádřil zájem o diskusi a hlasování o opatření v jejich parlamentu. Venezuela a Severní Korea se nedávno vyjádřily ve prospěch katalánské svrchovanosti, ale formálně se ještě nevyjádřily. Abcházie a Jižní Osetie projevily zájem o uznání Katalánské republiky, pokud takovou žádost od katalánské vlády obdrží.

### Členství v mezinárodních organizacích
Jako součást Španělska je Katalánsko součástí několika mezinárodních organizací včetně Evropské unie, Schengenského prostoru a NATO. Smlouvy o Evropské unii nespecifikují, co se stane v případě osamostatnění se části členského státu EU. Pokud by došlo k uznání nezávislého Katalánska Evropskou unií, byla by patrně aplikována tzv. „Prodiho doktrína“, podle níž jakákoli osamostatněná část členského státu EU není brána jako členský stát a musí se o členství v EU znovu ucházet.